# Xã Boone, Quận Dubois, Indiana
Xã Boone (tiếng Anh: Boone Township) là một xã thuộc quận Dubois, tiểu bang Indiana, Hoa Kỳ. Năm 2010, dân số của xã này là 799 người.